# Ökrös Sándorné Barczi Erzsébet
Ökrös Sándorné Barczi Erzsébet (Gelej, 1907. április 8. – ?) magyar földművesnő, szövetkezeti vezető, országgyűlési képviselő. 

## Élete
Barczi Sándor középbirtokos és Kovács Erzsébet gyermekeként született. Sokáig földművesként dolgozott, népes családja 1945-ben 16,5 katasztrális holdnyi juttatott földet kapott, ahol a következő években egyéni gazdálkodást folytattak. Gazdálkodásuk színvonalának elismeréséül megkapták a mintagazda jelvényt is. Közben, már 1945 októberében tagja lett a Magyar Kommunista Pártnak (MKP), a két nagy korabeli, hazai baloldali párt fúziója után pedig a Magyar Dolgozók Pártjának (MDP). 1948 november-decemberében pártiskolát is végzett, a következő évben, 1949-ben pedig a rajkai földműves-szövetkezet ügyvezetőjévé nevezték ki. Ugyanebben az időszakban az országos politikába is bekapcsolódott, és 1949. május 15-én a Magyar Függetlenségi Népfront jelöltjeként Győr-Moson és Sopron vármegyék választókerületi listájáról parlamenti képviselővé választották. A következő, 1953-as választáson már nem szerzett mandátumot. 